# حمله ۱۹۹۲ به سفارت اسرائیل در بوئنوس آیرس
حمله به سفارت اسرائیل در بوئنوس آیرس یک حملهٔ انتحاری به ساختمان سفارت اسرائیل در آرژانتین واقع در بوئنوس آیرس بود که در ۱۷ مارس ۱۹۹۲ انجام شد. در این حمله ۲۹ غیرنظامی جان باخته و ۲۴۲ غیرنظامی دیگر مجروح شدند.

## حمله

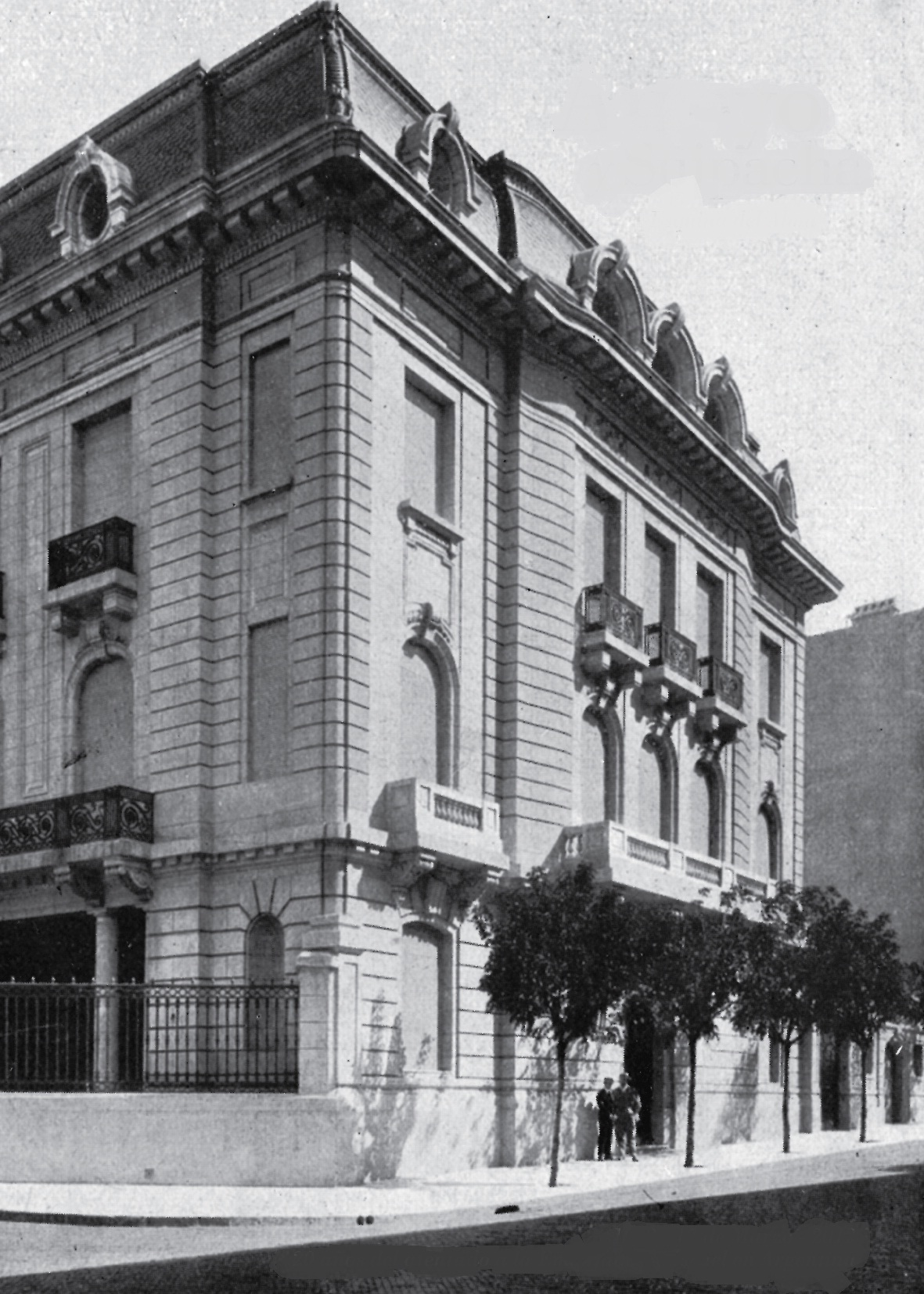
سفارت پیشین اسرائیل پیش از حمله

در ۱۷ مارس ۱۹۹۲، ساعت ۲:۴۲ بعدازظهر، یک وانت باری که توسط یک بمب‌گذار انتحاری هدایت می‌شد و مملو از مواد منفجره بود، به جلوی سفارت اسرائیل واقع در بوئنوس آیرس کوبید و منفجر شد. ساختمان سفارت، یک کلیسای کاتولیک و یک مدرسه در آن نزدیکی ویران شدند. چهار اسرائیلی کشته شدند، اما بیشتر قربانیان، غیرنظامیان آرژانتینی بودند که بسیاری از آن‌ها کودک بودند. این انفجار، ۲۹ کشته و ۲۴۲ زخمی بر جای گذاشت. این حمله، مرگبارترین حملهٔ تروریستی در آرژانتین تا بمب‌گذاری آمیا در سال ۱۹۹۴ بود و همچنان مرگبارترین حمله به یک نمایندگی دیپلماتیک اسرائیل است. کشیش خوان کارلوس برومانا یکی از افرادی بود که در این حملهٔ انتحاری کشته شد. در میان کشته‌شدگان، دو زن اسرائیلی نیز وجود داشتند که همسر کنسول و منشی اول سفارت بودند.

## مرتکبین
گروهی به نام سازمان جهاد اسلامی لبنان که با حکومت جمهوری اسلامی ایران و احتمالاً حزب‌الله لبنان مرتبط بوده‌است، مسئولیت آن را بر عهده گرفت. هدف آن‌ها از این حمله، تلافی قتل سید عباس موسوی دبیرکل حزب‌الله لبنان توسط اسرائیل در فوریهٔ ۱۹۹۲ بود. جهاد اسلامی همچنین تصاویر شناسایی که پیش از انفجار، از سفارت گرفته بودند را منتشر کرد.
پس از این بمب‌گذاری، اسرائیل بازرسانی را برای جستجوی سرنخ‌ها به آرژانتین فرستاد. آن‌ها دریافتند که بمب‌گذاران، این حمله را در منطقهٔ مرز سه‌گانه که مرزهای آرژانتین، پاراگوئه و برزیل به هم می‌رسند و جمعیت مسلمان زیادی دارد، برنامه‌ریزی کرده‌اند. پیام‌هایی که آژانس امنیت ملی آمریکا رهگیری می‌کرد، آگاهی جمهوری اسلامی از حملهٔ قریب‌الوقوع و همچنین همدستی عماد مغنیه، عامل حزب‌الله را فاش کرد. در واقع، مغنیه به‌طور رسمی توسط آرژانتین به شرکت در بمب‌گذاری سفارت اسرائیل متهم شد.
در ماه مه ۱۹۹۸، محسن ربانی (وابستهٔ فرهنگی در سفارت ایران در آرژانتین تا دسامبر ۱۹۹۷) در آلمان بازداشت شد و دولت آرژانتین هفت دیپلمات ایرانی را از این کشور اخراج کرد و اظهار داشت که «شواهد قانع‌کننده» دال بر دخالت حکومت جمهوری اسلامی در بمب‌گذاری آرژانتین دارد. با این‌حال، هیچ‌یک از مظنونان، تحت تعقیب قرار نگرفتند. این حمله زمانی رخ داد که ایران و آرژانتین به ازسرگیری همکاری‌های هسته‌ای امیدوار بودند، اگرچه آرژانتین چند ماه پیش از بمب‌گذاری، از تعلیق فرستادن محموله‌های مواد هسته‌ای به ایران خبر داده بود. تعدادی از منابع در مورد دخالت حزب‌الله با کمک سوریه گزارش داده‌اند. حزب‌الله این ادعاها را رد می‌کند.
در سال ۱۹۹۹، دولت آرژانتین حکم بازداشت عماد مغنیه را در ارتباط با این حمله و بمب‌گذاری آمیا در سال ۱۹۹۴ در بوئنوس آیرس که منجر به کشته شدن ۸۵ نفر شد، صادر کرد. گمان می‌رود که این دو حمله با هم مرتبط باشند.

## پیامدها
در دورهٔ ریاست‌جمهوری نستور کرشنر در آرژانتین، وی اعلام کرد که اجازه دادن به رخ دادن این دو واقعه، بدون پیگیری واقعی، برابر با یک «ننگ ملی» است. دادستان فدرال آرژانتین، آلبرتو نیسمان، مأمور تحقیق در مورد این بمب‌گذاری شد، اما یک روز پیش از این‌که قرار بود در مورد یافته‌های خود گزارش دهد، در ۱۸ ژانویهٔ ۲۰۱۵ جسد او در خانه‌اش پیدا شد.

اکنون یک بنای یادبود، به‌عنوان جایگزین ساختمان منفجرشده، برپا شده‌است.

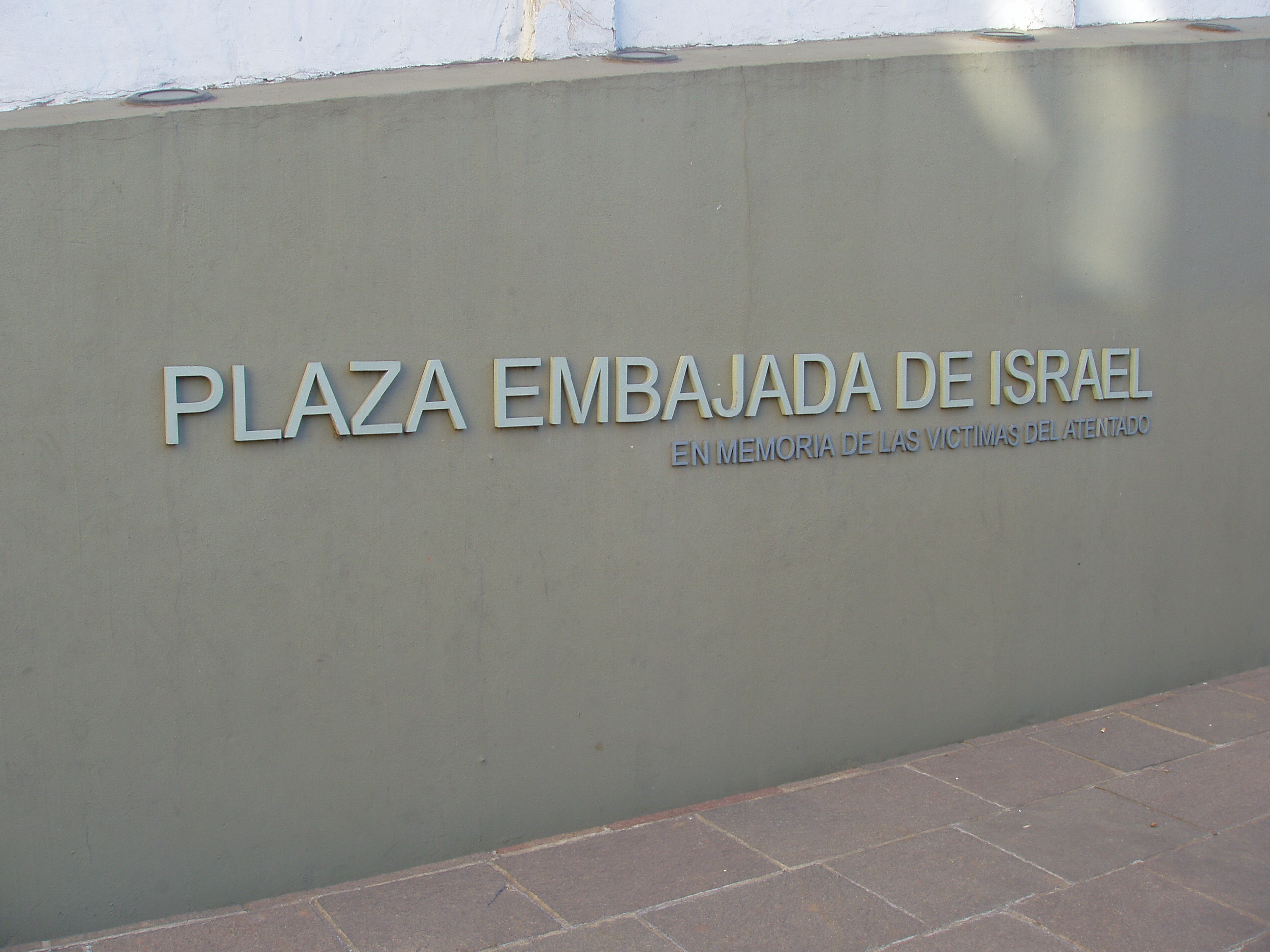
یادبود قربانیان بمب‌گذاری
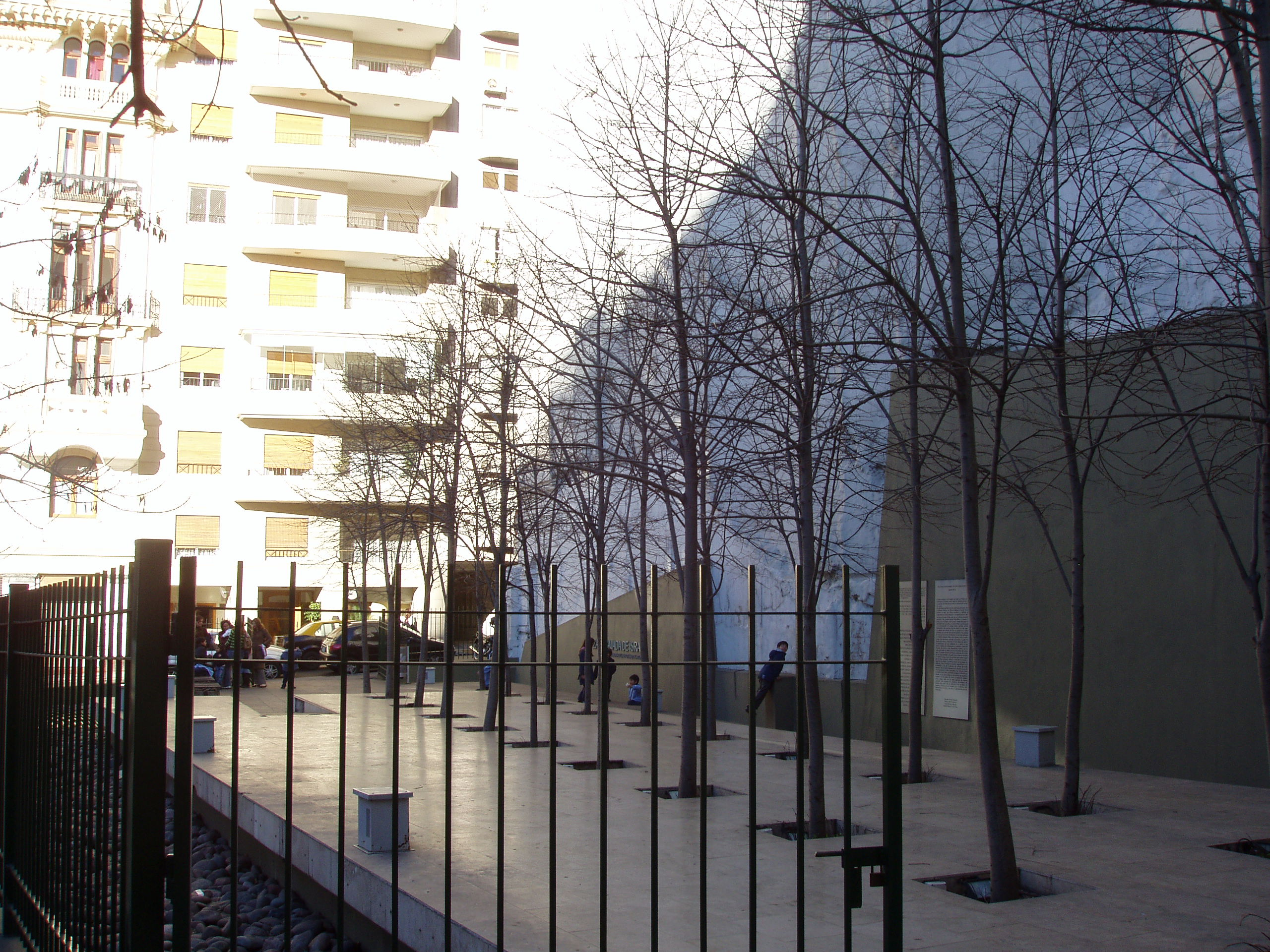
یادبود قربانیان بمب‌گذاری
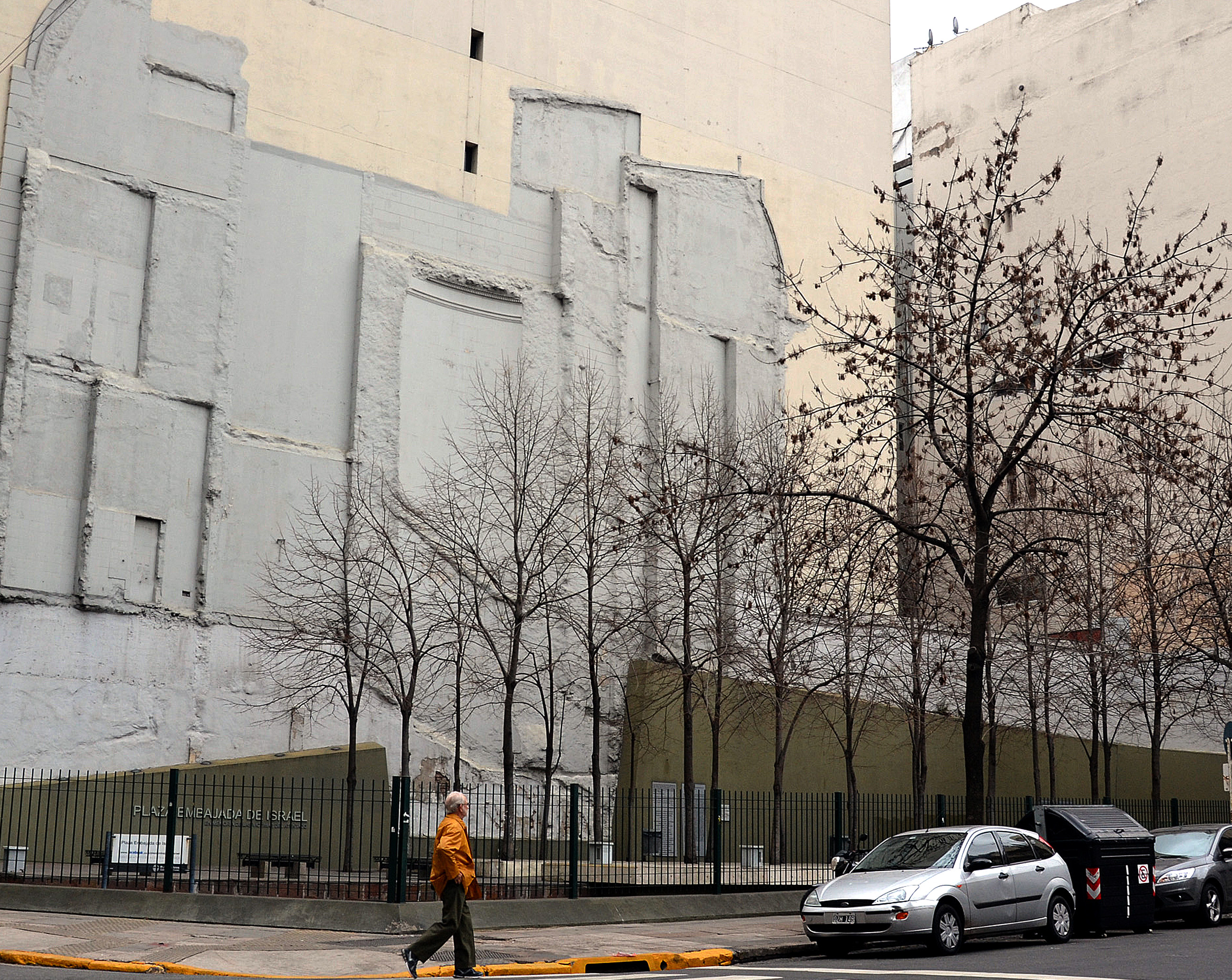
یادبود قربانیان بمب‌گذاری